# Abou Ba
Abou-Malal Ba (Saint-Dié-des-Vosges, 29 luglio 1998) è un calciatore francese, centrocampista del Villefranche.

## Caratteristiche tecniche
È un mediano, abile in fase di interdizione e nel recupero palla.

## Carriera

### Club
Cresciuto calcisticamente nelle giovanili del Nancy, Ba debutta in prima squadra il 14 agosto 2017, disputando da titolare l'incontro di campionato pareggiato a reti inviolate contro il Nîmes. Quattro giorni più tardi, realizza anche la sua prima rete da professionista, segnando il gol del momentaneo 2-0 (2-2 il risultato finale) contro il Sochaux.
Nel luglio del 2019, viene acquistato dal Nantes, che lo gira in prestito stagionale ai greci dell'Arīs Salonicco.
A fine stagione, Ba rientra al Nantes, che lo cede nuovamente in prestito, questa volta al Cosenza, in Serie B. Con i calabresi, Ba disputa 17 incontri di campionato, con la società che a fine stagione è inizialmente retrocessa in Serie C, ma viene in seguito ripescata in seguito all'esclusione del Chievo.
Il 7 agosto 2021, Ba ritorna nella serie cadetta italiana, passando in prestito annuale all'Alessandria, allora neopromosso in B.. Il 18 settembre 2021, il centrocampista segna il suo primo gol con i grigi, realizzando il gol del momentaneo 1-2 nella sfida in trasferta contro il Lecce, in cui i salentini hanno infine prevalso per 3-2. A fine stagione, Ba non riesce ad evitare la retrocessione della squadra piemontese, peraltro certificata solo all'ultima giornata.
La stagione successiva va in prestito al Seraing, dove ritrova Abdoulaye Sylla, suo compagno al Nantes.
Retrocesso anche con il club belga, a fine stagione torna al Nantes che, il 25 luglio 2023, lo cede a titolo temporaneo al Villefranche.

### Nazionale
Vanta due presenze con la nazionale Under-16 francese e una con l'Under-20 di Bernard Diomède.

## Statistiche

### Presenze e reti nei club
Statistiche aggiornate al 30 agosto 2023.
| Stagione        | Squadra         | Campionato      | Campionato | Campionato | Coppe nazionali | Coppe nazionali | Coppe nazionali | Coppe continentali | Coppe continentali | Coppe continentali | Altre coppe | Altre coppe | Altre coppe | Totale | Totale | Totale |
| Stagione        | Squadra         | Comp            | Pres       | Reti       | Comp            | Pres            | Reti            | Comp               | Pres               | Reti               | Comp        | Pres        | Reti        | Pres   | Reti   |        |
| --------------- | --------------- | --------------- | ---------- | ---------- | --------------- | --------------- | --------------- | ------------------ | ------------------ | ------------------ | ----------- | ----------- | ----------- | ------ | ------ | ------ |
| 2017-2018       | Nancy           | L2              | 25         | 2          | CF+CdL          | 3+1             | 0               |                    | -                  | -                  |             | -           | -           | 29     | 2      |        |
| 2018-2019       | Nancy           | L2              | 17         | 0          | CF+CdL          | 1+1             | 0               |                    | -                  | -                  |             | -           | -           | 19     | 0      |        |
| Totale Nancy    | Totale Nancy    | Totale Nancy    | 42         | 2          |                 | 6               | 0               |                    | -                  | -                  |             | -           | -           | 48     | 2      |        |
| 2019-2020       | Arīs Salonicco  | SL              | 18         | 0          | CG              | 3               | 0               | UEL                | -                  | -                  |             | -           | -           | 21     | 0      |        |
| lug.-ott. 2020  | Nantes 2        | N2              | 3          | 0          |                 | -               | -               |                    | -                  | -                  |             | -           | -           | 3      | 0      |        |
| ott. 2020-2021  | Cosenza         | B               | 17         | 0          | CI              | 1               | 0               |                    | -                  | -                  |             | -           | -           | 18     | 0      |        |
| 2021-2022       | Alessandria     | B               | 26         | 1          | CI              | 1               | 0               |                    | -                  | -                  |             | -           | -           | 27     | 1      |        |
| 2022-2023       | Seraing         | PL              | 9          | 0          | CB              | 1               | 0               |                    | -                  | -                  |             | -           | -           | 10     | 0      |        |
| 2023-2024       | Villefranche    | N               | 3          | 0          | CF              | 0               | 0               |                    | -                  | -                  |             | -           | -           | 0      | 0      |        |
| Totale carriera | Totale carriera | Totale carriera | 119        | 3          |                 | 12              | 0               |                    | -                  | -                  |             | -           | -           | 141    | 3      |        |